# Rawna Gora
Rawna Gora (bulgarisch Равна гора) ist ein bulgarisches Dorf in der Gemeinde Sosopol, Provinz Burgas. Das Dorf liegt inmitten des Strandscha-Gebirges in der Hügelkette Bosna. Das Dorf liegt ca. 25 km westlich des Gemeindezentrums Sosopol und ca. 15 km südlich der Großstadt Burgas. Eine direkte Straßenverbindung zum Gemeindezentrum Sosopol gibt es nicht.